# 紐基
紐基（英語：Newquay）是英格蘭康沃爾郡的一個城市和民政教區，也是一個海濱度假地和漁港。據2001年人口普查，紐奎有人口19,562人。2011年紐奎人口增加到19,900人。